# Раджмахал
Раджмахал (гінді राजमहल, бенг. রাজমহল) — індійське місто на березі Гангу в окрузі Сагібгандж.